# Mirella Antonione Casale
Mirella Antonione Casale (Torino, 12 dicembre 1925) è una docente e dirigente pubblica italiana.
È considerata l'artefice dell'inclusione degli alunni con disabilità nel sistema scolastico italiano, con la conseguente nascita della figura dell'insegnante di sostegno, sancita dalla legge 517 del 4 agosto 1977. Con questa riforma vennero superate le classi differenziali create dalla Riforma Gentile.

## Biografia
Laureata in Lettere Classiche, insegnante nella scuola media e nell'istituto tecnico, nel 1968 vinse il concorso da preside nella scuola media.
Il 26 ottobre 1957, la figlia Flavia – che non aveva ancora compiuto sei mesi – si ammalò d'influenza asiatica con febbri fortissime e sviluppò una gravissima encefalite virale, seguita da coma. Grazie alla sua determinazione la bambina si riprese, anche se i danni al cervello furono gravissimi. A sei anni provò a iscrivere la bambina a scuola, ma tutti la rifiutarono . Le uniche ad accettarla furono le scuole private o le scuole speciali ma lì i bambini venivano sovente abbandonati a loro stessi, e non miglioravano. Mirella Casale iniziò così una battaglia decennale per dare la possibilità di inserire i bambini con disabilità nelle classi dei cosiddetti "normali".

### La battaglia per l'inserimento dei bambini con disabilità
Socia dell'ANFFAS Onlus (Associazione Nazionale Famiglie di Persone con Disabilità Intelletiva e/o Relazionale) sin dal 1964, diventa presidente della sezione torinese. Nel 1967 insieme all'associazione inizia una lotta con volantini, manifestazioni, proteste . Si batte contro le scuole differenziali che confondono disabilità e disagio, riesce a far chiudere un istituto psichiatrico dove i bambini con handicap vengono segregati, apre un centro diurno che inizia la sperimentazione per far studiare i ragazzi disabili, avvicina numerosi esponenti politici esponendo le sue teorie inclusive.
Grazie alla nascita del movimento rivoluzionario del '68 si cercano nuovi metodi, nuovi ordinamenti e, con l'introduzione degli organi collegiali, di attuare quanto viene sancito dalla Costituzione all'articolo 34, «La scuola è aperta a tutti» e all'articolo 38, «Gli inabili ed i minorati hanno diritto all'educazione e all'avviamento professionale». Molto impatto sulla popolazione ha la pubblicazione nel 1967, da parte di don Lorenzo Milani, del libro Lettera ad una professoressa. Lo slogan era che occorresse passare da «una scuola di Pierino» ad «una scuola di tutti». Un analogo movimento, guidato dallo psichiatra veneto Franco Basaglia, teorizzava la chiusura dei manicomi, ritenuti anch'essi ghetti per emarginati, cosa che infatti avvenne successivamente. Un altro portò alla chiusura degli orfanotrofi in favore delle comunità protette per minori.
In Italia durante l'autunno caldo sindacale del 1969 gli operatori degli istituti speciali per disabili convinsero i genitori a portare i loro figlioli fuori da tali strutture considerate ghetti ed a inserirli nelle scuole comuni. Il fenomeno fu massiccio e parecchie decine di migliaia di giovani disabili lasciarono gli istituti e le scuole speciali, che però continuavano ad esistere.
Tra il 1968 e il 1975 il sistema delle scuole speciali perse più di 22.000 iscritti: migliaia di studenti con disabilità, su spinta di familiari, operatori sociali e insegnanti, vennero iscritti alle scuole comuni senza alcuna previsione normativa né particolari attenzioni o sostegni materiali o educativi. Quest'esperienza in alcune città fu così caotica e precipitosa da guadagnarsi il nome di «inserimento selvaggio».
Inoltre, alcune città del nord come Torino in quegli anni affrontarono una forte immigrazione dal sud, con famiglie e alunni sradicati dal paese di origine e con difficoltà di integrazione: il numero di studenti da inserire nelle classi differenziali sarebbe stato altissimo, ragion per cui gli allievi vennero inseriti per la maggior parte nelle scuole ordinarie, stabilendo di fatto l'inizio dell'integrazione scolastica.
La Legge n. 118/71 recepisce queste spinte innovative, prende atto della situazione creatasi e stabilisce che alcune categorie di alunni disabili debbono adempiere l'obbligo scolastico nelle scuole comuni, ad eccezione di quelli più gravi (fra i quali si consideravano i ciechi, i sordi, gli intellettivi ed i motori gravi come i tetraplegici, cioè con impossibilità a muovere i quattro arti e spesso anche a parlare). La legge è firmata dai principali esponenti della corrente di sinistra della Democrazia Cristiana (Emilio Colombo, Franco Restivo, Carlo Donat-Cattin, Mario Ferrari Aggradi) da sempre vicini alle associazioni di volontari e operatori nel campo delle disabilità, nella stragrande maggioranza dei casi favorevole al superamento dei ghetti. Viene anche istituita una commissione parlamentare sui problemi scolastici degli alunni handicappati guidata dall'onorevole Franca Falcucci, che nel 1975 sintetizza la situazione nel Documento Falcucci.
Lo Stato si accorge delle difficoltà emerse dopo l'attuazione della legge 118 e tra il 1974 e il 1975 promulga una serie di leggi per migliorare il nuovo corso scolastico, tra cui quella che istituisce e forma gli insegnanti di sostegno. Nel 1977 la Legge n. 517 stabilisce infine il principio dell'integrazione per tutti gli alunni disabili della scuola elementare e media dai 6 ai 14 anni, imponendo però l'obbligo di una programmazione educativa da parte di tutti gli insegnanti della classe, che vengono affiancati da un insegnante specializzato per il sostegno didattico ed una programmazione amministrativa e finanziaria concordata fra Stato, Enti locali, Unità sanitarie locali e l'attivazione di una didattica a classi aperte come forma di didattica per laboratori utile agli inserimenti degli allievi con disabilità e di tutti.
Nel 1991 scrive “Il bambino handicappato e la scuola” per Bollati Boringhieri, insieme a Pier Angela Peila Castellani e Francesca Saglio. Il libro si basa sull’esperienza e sulla riflessione della presa in carico dei bambini con disabilità da parte della scuola, e del loro inserimento all’interno dell’Istituzione .
Nel 1989 Mirella Casale fonda l'ANFFAS delle Valli Pinerolesi e ne diventa presidente per otto anni. Nel 2014 l'assemblea nazionale le conferisce una menzione speciale nell'albo d'onore per l'impegno e la dedizione dimostrata negli anni verso l'associazione.

## Riconoscimenti
Mirella Casale è stata giudice onorario per otto anni presso il Tribunale dei minori di Torino.

## Nella cultura di massa
- Alla sua vita e alla sua lotta per l'inclusione scolastica è liberamente ispirato il film La classe degli asini, coprodotto nel 2016 da Rai Fiction e 11 Marzo Film, con la regia di Andrea Porporati e la partecipazione di Vanessa Incontrada e Flavio Insinna[10].

## Opere
- Handicappati e nuova società. Atti del Corso di studio tenuto a Pordenone nel 1981, Edizioni Concordia Sette, Pordenone, 1981 (con altri)
- Handicap e formazione professionale. Quali prospettive di formazione professionale e di attività per l'handicappato psichico dopo la scuola dell'obbligo. Atti del Convegno A.N.F.F.A.S.-CE.PI.M., Torino, 21 maggio 1988, a cura di Mirella Antonione Casale, Maria Federica Daviso Albert, Omega, Torino, 1989
- Mirella Antonione Casale, Pierangela Peila Castellani, Francesca Saglio, Il bambino handicappato e la scuola, Bollati Boringhieri, Torino, 1991, ISBN 88-339-0623-X
- Mirella Antonione Casale, I colori della vita - Les couleurs de la vie, traduzione in francese di Mariella Sigismondi, Edizioni Carello, Catanzaro, 2010, ISBN 978-88-96864-02-9